# Lapugnoy
Lapugnoy es una comuna francesa situada en el departamento de Paso de Calais, en la región de Alta Francia.

## Demografía
| 2771 | 2645 | 3259 | 3375 | 3426 | 3310 | 3525 |
| Para los censos de 1962 a 1999 la población legal corresponde a la población sin duplicidades (Fuente: INSEE [Consultar]) |      |      |      |      |      |      |